# 绿之风
绿之风（日语：／ Midori no Kaze ?），2012年成立的日本政党。原是由因不支持「社会保障和税制一体化改革相关法案」而退出民主党的参议院议员谷冈郁子、行田邦子、舟山康江3人，与退出国民新党的龟井亚纪子共4名女性议员于2012年7月24日成立的院内会派。
2012年11月15日，從民主党退黨的山崎诚众议員加入绿之风，绿之风满足最低5名国会议员的政党条件要求，正式成为政党。后来又有数人加入，最高峰时人数达到7人。但之后三名议员脱离绿之风加入日本未来党，并约定如果在2012年大选中成功当选将会重返绿之风。
2012年12月5日，只剩下4名参议员的绿之风向总务省递交解黨申请，重新变成院内会派；而大选中三名脱党参选的议员也全军覆没。
2012年12月28日，龟井静香和平山诚加入绿之风，绿之风再度达成政党资格要求最低条件。
2013年3月13日，行田邦子退党，加入皆党。
2013年5月17日，阿部知子入党，日本未来党解散。
2013年7月21日，第23届日本参议院议员通常选举中，绿之风派出8名代表参选，但包括党代表谷岡郁子在内的所有候选人全部落选，失去参议院所有席位，仅剩两名众议员，不再具备政党条件。
2013年12月31日，綠之風解散。